# さよなら西部警察
さよなら西部警察（さよならせいぶけいさつ）は、テレビドラマ『西部警察シリーズ』関連。以下に大別される。
1. 1984年9月21日に発売されたメモリアル・アルバム。
2. さよなら西部警察 大門死す! 男達よ永遠に…（- だいもんしす おとこたちよとわに） - 同年10月22日に放送された『西部警察 PART-III』の最終回スペシャル。『西部警察シリーズ』の完結編。

本項では1.について詳述する。

## 概要
歴代の主題歌や代表的なインストゥルメンタルを収録し、ナレーションを被せたもの。特典として歌詞カードを兼ねたポスターと「西部警察 制作・放送一覧表」が封入されていた。LPでは1曲ずつナンバーが振られていたが、CD化の際に複数の曲を1トラックにまとめた箇所がある。
最終回スペシャルの1ヵ月前に発売されたが、ナレーションや見開きジャケットの写真でその内容に触れられており、今でいうネタバレになっている。

## 収録曲
1. 西部警察メインテーマ・TVサイズ[1]
2. みんな誰かを愛してる
3. 大門刑事のテーマ
木暮刑事のテーマ[1]
4. 友情[1]
5. 追跡のテーマ[2]
6. ダイナミック・シチュエイション[2]
7. 夜明けの街
8. 西部警察 PART-II・IIIテーマ・TVサイズ ワンダフル・ガイズ[1]
9. 時間よお前は・・・・
10. スカイライン・フォーメーション
スーパー・チェイサー
ロンリー・ポリスマン[1]
11. パトカー・コンボイ
ダーティー・ヒーロー
ワンダフル・ガイズ[1]
12. 嘆きのメロディー

- #1,3,5,6 作曲・編曲：宇都宮安重
- #4,8,10,11 作曲・編曲：羽田健太郎
- #2 作詞：なかにし礼 作曲：平尾昌晃 編曲：石田勝範
- #7 作詞：池田充男 作曲：野崎真一 編曲：竜崎孝路
- #9 作詞：なかにし礼 作曲：浜圭介 編曲：竜崎孝路
- #12 作詞：荒木とよひさ 作曲・編曲：三木たかし

- 演奏：ホーネッツ(#1,3,5,6)、高橋達也&東京ユニオン(#4,8,10,11)
- 歌：石原裕次郎(#2,7,9,12)
- ナレーション：小林清志
- ナレーション構成：中村律子

1. 1 2 3 4 5 6  ナレーション&効果音付き
2. 1 2  効果音付き

## 資料
- 西部警察 誕生30周年 サウンド・トラック・アルバム大全集（2009年、テイチクエンタテインメント）